# Mildred Sampson
Mildred »Millie« Sampson, novozelandska atletinja, * 14. februar 1933, Nova Zelandija.
Ni nastopila na poletnih olimpijskih igrah. V letih 1966, 1968 in 1972 je osvojila naslov novozelandske državne prvakinje v krosu. 21. julija 1964 je postavila svetovni rekord v maratonu, ki ga je držala do leta 1967.
| Rekordi                | Rekordi                                                     | Rekordi                   |
| ---------------------- | ----------------------------------------------------------- | ------------------------- |
| Predhodnik: Dale Greig | Svetovna rekorderka v maratonu 21. julij 1964 – 6. maj 1967 | Naslednik: Maureen Wilton |